# Красножены
Красножены или Красножоны (пол. Krasnożon, укр. Красножон) также Красноженовы — (старо)русский и казачий, литовский и польский, белорусский и украинский и российский род (роды), первые упоминания о представителях которого на землях Старой Руси, Речи Посполитой и Гетманщины судя по всему относятся к 17-18 вв. Среди представителей польские шляхтичи (возможно из русинов) герба Кита, российские дворяне, украинские крестьяне и казаки, граждане Украины, Беларуси, России.

## Представители
- Потомство Саввы Красножена (упоминается в XVIII в.);
- Казаки и посполитые (крестьяне) Барышевской и Яготинской сотни Переяславского полка Гетманщины с такой фамилией;
- Потомство ординарного профессора Императорского Юрьевского Университета Михаила Егоровича Красножена, герб которого внесён в Часть 20 Общего гербовника дворянских родов Всероссийской империи, стр. 126.

## Описание герба
В красном поле выходящая слева рука, держащая кисть.
Щит увенчан дворянскими шлемом и короной. Нашлемник: подобная же рука. Намёт на щите красный, подложен серебром.
Описание этого герба (блазон): В серебряном щите женщина в червленой одежде и с червленой повязкой на глазах, держащая в правой руке золотой восьмиконечный крест, а в левой золотые весы. Над щитом дворянский коронованный шлем. Нашлемник — рука в серебряных латах, держащая серебряный с золотой рукояткой меч. Намет червленый с серебром.